# Walter Maioli
Walter Maioli (Milano, 1950) è un polistrumentista e compositore italiano.
Specializzatosi in archeologia sperimentale e musica, in particolare delle civiltà arcaiche si è occupato di musica dell'antichità e della preistoria.

## Biografia
Dai primi anni settanta ha viaggiato indagando le tradizioni popolari italiane e del Mediterraneo e in particolare la musica araba, africana, orientale ed europea. Nel 1972 ha fondato il gruppo Aktuala (musica popolare africana ed asiatica).
Negli anni ottanta le sue ricerche si sono concentrate nel campo degli strumenti preistorici. Ha presentato il suo lavoro al Simposium di archeologia di Amsterdam in occasione dell'inaugurazione del Museom di Den Haag.
Nel 1987-1990 ha allestito il Natural Art Laboratory a Morimondo nel parco del Ticino. Ha pubblicato libri sull'"arte della natura" per la Jaca Book (Le origini, il suono e la musica) e per Giorgio Mondadori (L'orchestra della natura).
Nel 1991 ha contribuito alla mostra Le origini degli strumenti musicali presso il Museo di Storia Naturale di Milano e allo spettacolo Arte nelle stelle al Civico planetario Ulrico Hoepli della stessa città. Nel 1994-1995 ha coordinato la parte musicale del parco a tema archeologico "Archeon" a Alphen aan den Rijn nei Paesi Bassi, per il quale è stato pubblicato il cd 200.000 anni in musica. Nel 1995 ha fondato inoltre il gruppo di musica e danza "Synaulia, con l'obiettivo di studiare e ricreare la musica dell'antichità in Italia, in particolar modo quella dell'antica Roma imperiale, svolgendo un'intensa attività di conferenze, seminari e concerti in Europa, in particolare nei Paesi Bassi ed in Germania. In Italia alcuni suoi spettacoli vengono presentati in siti archeologici (mausoleo di Augusto, Mercati di Traiano, Terme di Diocleziano, Teatro romano di Ostia, Villa Adriana, Praeneste, Pompei e Stabia).
Nel 1998 cura la realizzazione degli strumenti per la partecipazione del gruppo Synaulia al film Sogno di una notte di mezza estate del regista statunitense Michael Hoffman. Con il gruppo ha inoltre partecipato a spettacoli con Giorgio Albertazzi (Eros voglio cantare), Intorno a Dante,  Mammi, Pappi e Sirene in Magna Grecia) e alla realizzazione della musica per le prime due puntate del programma televisivo Albertazzi e Fo raccontano la storia del teatro italiano.
Brani del gruppo Synaulia sono presenti nelle colonne sonore del film Il gladiatore, di Ridley Scott, degli sceneggiati televisivi Rome, della BBC-HBO, e  Empire, della ABC, e del film Nativity della New Line Cinema's (2006). Hanno inoltre fornito sottofondi musicali ad alcuni documentari della BBC, CNN, TV Giapponese, Discovery Channel, Nathional Geographic, e per video di archeologia sperimentale per la Rai, il CNR, il Museo nazionale etrusco di Villa Giulia a Roma e alcuni musei in Germania.
Sono state utilizzate per comporre i cori di Edipo Re di Sofocle in due edizioni teatrali  per la regia di Simone Migliorini
Dal novembre del 2007 a Castellammare di Stabia, con la Fondazione Ras, Walter Maioli ha avviato il laboratorio Synaulia in Stabiae.

## Discografia
- Aktuala, “Aktuala” brani: Altamira e Mammuth R.C., LP - Bla Bla, 1973
- Aktuala, “La Terra”,LP - Bla bla, 1974 e CD Artis, 1992
- Walter Maioli “Anthology”, 1985, Sound Reporters, Amsterdam)
- Art of primitive sound, “Musical instruments from prehistory: the paleolithic, Archeosound XA1001, 1991
- Archeon, “200.000 Jarr Muziek”, 1995, Archeon, WTWCD 950301, 1995
- Synaulia, "La musica dell'antica Roma, Vol.1 Strumenti a fiato", Amiata Records- ARNR 1396, 1996
- Taraxacum – Esplorazione elettronica della Natura - Walter Maioli – Nirodh Fortini, CD – allegato alla rivista Anthropos & Iatria n. 4 – 2001
- Synaulia, CD "La musica dell'antica Roma, Vol.2 Strumenti a corde", Amiata Records, 2002
- Walter Maioli - I Flauti Etruschi - Tra Mito, Immaginario e Archeologia, Soundcenter - CDS01, 2003
- Walter Maioli - Caverne Sonore – I suoni delle stalattiti e stalagmiti - Toirano and Borgio Verezzi - Liguria, Italia, Soundcenter - CDS02, 2006
- Futuro Antico – Intonazioni Archetipe -Walter Maioli – Gabin Dabirè – Riccardo Sinigaglia, Soundcenter, CDS03, 2007

## Pubblicazioni
- Walter Maioli, Le origini: il suono e la musica, Jaca Book, Milano 1991
- Walter Maioli e Giordano Bianchi, Suoni e musiche della natura, Cemb-Essegiemme, Milano 1991
- Walter Maioli e Manuela Stefani, L'orchestra della natura, Giorgio Mondadori, Milano 1991